# Sadaqa

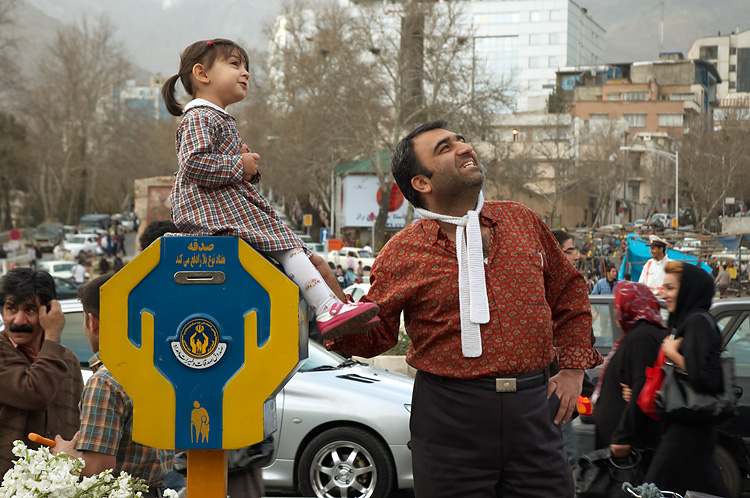
Insamlingslåda för sadaqa i Iran.

Sadaqa (arabiska: صدقة, välgörenhet, välvilja, plural ṣadaqāt صدقات) har i det moderna sammanhanget kommit att betyda "frivillig välgörenhet" på arabiska.
Termen 'sadaqa' kommer från det arabiska grundordet 'sidq' (s-d-q) ص د ق, vilket betyder uppriktighet och det anses vara ett tecken på uppriktig tro.

## I Koranen
Enligt Koranen leder sadaqa till att välgöraren renas. Dess substantiv och plural har nämnts 13 gånger i Koranen.
"Gud utplånar vinsten av ockret men låter allmosornas värde växa ..." (Koranen 2:276)